# Jamie Schaafsma
James Schaafsma, detto Jamie (Chatham, 11 febbraio 1982), è un ex hockeista su ghiaccio canadese naturalizzato olandese.

## Carriera

### Club
Nato in Canada da una famiglia originaria dei Paesi Bassi, è cresciuto hockeisticamente nel suo paese natale, prima di trasferirsi nel campionato olandese, dove ha giocato due stagioni con gli Smoke Eaters Geleen (2004-2006) ed una con gli Amstel Tijgers (2006-2007).
Nella stagione 2007-2008 ha vestito la maglia del HC Val di Fassa nella massima serie italiana. Per la prima parte della successiva stagione si era accasato nella seconda serie tedesca con i Fischtown Penguins di Bremerhaven, ma dopo 25 incontri ritornò in Italia, all'HC Bolzano con cui vinse Coppa Italia e Campionato.
Tornò in Nord America per la stagione 2009-2010, dove disputò la International Hockey League con i Flint Generals, ma al termine ritornò in Europa, nuovamente in Italia, ma in Serie A2 con l'HC Gherdëina, nonostante le offerte ricevute da squadre della neonata Central Hockey League.
In Val Gardena rimase per due stagioni, prima di tornare nuovamente oltreoceano: nell'agosto del 2012 fu ufficializzato il passaggio agli Allen Americans in Central Hockey League. Nel febbraio 2013 giocò in prestito un incontro nella più prestigiosa American Hockey League con gli Houston Aeros, ma tornò subito agli Allen Americans, con cui vinse la Ray Miron President's Cup e coi quali prolungò il contratto anche per la successiva stagione 2013-2014. Anche in questa stagione la squadra vinse il titolo e Schaafsmaa venne nominato MVP dei playoff, guadagnandosi la conferma per un'ulteriore stagione. Dopo lo scioglimento della CHL, gli Americans passarono in ECHL, vincendo la Kelly Cup.
Dopo tre titoli consecutivi con gli Americans, Schaafsma fu messo sotto contratto da un'altra squadra della ECHL, i Fort Wayne Komets.

### Nazionale
Con la maglia dei Paesi Bassi ha disputato quattro mondiali di prima divisione (2007, 2008, 2009 e 2011) e le qualificazioni olimpiche in vista di Vancouver 2010.

## Palmarès

### Club
- Campionato italiano: 1

Bolzano: 2008-2009
- Coppa Italia: 1

Bolzano: 2008-2009
- Ray Miron President's Cup: 2

Allen: 2012-2013, 2013-2014
- Kelly Cup: 1

Allen: 2014-2015